# Robert Tyrakowski
 (août 2019).
Si vous disposez d'ouvrages ou d'articles de référence ou si vous connaissez des sites web de qualité traitant du thème abordé ici, merci de compléter l'article en donnant les références utiles à sa vérifiabilité et en les liant à la section « Notes et références ».
Robert Tyrakowski est un footballeur français, né le 5 mars 1944 à Marles-les-Mines (Pas-de-Calais) et mort le 4 juillet 2008 à Grand-Laviers (Somme), qui jouait au poste de défenseur du début des années 1960 jusqu'au milieu des années 1970 puis entraîneur du milieu des années 1970 jusqu'au milieu des années 2000.

## Biographie
Formé à l'US Auchel, il joue neuf saisons au SC Abbeville (1965-1974) en CFA.
En 1976, Tyrakowski réalise son premier exploit d'entraîneur en faisant monter le petit village de l'Étoile en promotion honneur régionale et en lui faisant remporter la Coupe de la Somme. En 1978, il frôle la montée dans l'élite régionale. Cette même année, il signe au SC Abbeville.
Avec le SCA, il va le faire monter en CFA en 1979 (tout en étant champion de France de CFA2) et montera même en Ligue 2 pour la première fois de son histoire en 1980. Et à deux reprises, le club abbevillois va réaliser l'exploit de se maintenir dans l'anti-chambre du football français.
Ensuite, Tyrakowski ne va rester que sur des réussites (montée en DH avec Longpré-les-Corps-Saints en 1983, montée en CFA2 avec Longpré en 1985, maintien en CFA2 avec l'US Friville-Escarbotin en 1986, montée en Promotion d'Interdistrict de Ligue avec Saint-Valery-sur-Somme en 1987, montée en Interdistrict avec Gamaches en 1989 puis maintien en 1990, montée en Interdistrict en 1993 avec Harondel puis maintien en 1994, montée en CFA2 avec le SC Abbeville en 1996 et double maintien en 1997 et 1998).
En 2005, il reviendra une dernière fois au SC Abbeville dans un rôle de coordinateur sportif alors que l'équipe évolue alors en CFA2.
Il décède le 4 juillet 2008 à l'âge de 64 ans, des suites d'une longue maladie.

## Carrière

### Joueur
- 1962-1965 :  : US Auchel (CFA)
- 1965-1974 :  : SC Abbeville (CFA)
- 1974-1977 :  : L'Étoile (Interdistrict - PH)

### Entraîneur
- 1974-1978 :  : L'Étoile (Interdistrict - PH)
- 1978-1982 :  : SC Abbeville (CFA2 - CFA - Ligue 2)
- 1982-1985 :  : Longpré-les-Corps-Saints (PH - DH)
- 1985-1986 :  : US Friville-Escarbotin (CFA2)
- 1986-1987 :  : Saint-Valery-sur-Somme (District)
- 1987-1990 :  : AS Gamaches (District - Interdistrict)
- 1990-1994 :  : Harondel (District - Interdistrict)
- 1994-1998 :  : SC Abbeville (DH - CFA2)
- 2005-2006 :  : SC Abbeville (CFA2), coordinateur sportif